# یوما (کلرادو)
یوما (به انگلیسی: Yuma) شهری در ایالت کلرادو کشور ایالات متحده آمریکا است که جمعیت آن در سرشماری سال ۲۰۱۰ میلادی، ۳٬۵۲۴ نفر بوده‌است.